# Episodi di Due onesti fuorilegge (terza stagione)
La terza stagione della serie televisiva Due onesti fuorilegge è stata trasmessa in anteprima negli Stati Uniti d'America dalla ABC tra il 16 settembre 1972 e il 13 gennaio 1973.
| nº | Titolo originale                        | Titolo italiano | Prima TV USA      | Prima TV Italia |
| -- | --------------------------------------- | --------------- | ----------------- | --------------- |
| 1  | The Long Chase                          |                 | 16 settembre 1972 |                 |
| 2  | High Lonesome Country                   |                 | 23 settembre 1972 |                 |
| 3  | The McCreedy Feud                       |                 | 30 settembre 1972 |                 |
| 4  | The Clementine Ingredient               |                 | 7 ottobre 1972    |                 |
| 5  | Bushwack!                               |                 | 21 ottobre 1972   |                 |
| 6  | What Happened at the XST?               |                 | 28 ottobre 1972   |                 |
| 7  | The Ten Days That Shook Kid Curry       |                 | 4 novembre 1972   |                 |
| 8  | The Day the Amnesty Came Through        |                 | 25 novembre 1972  |                 |
| 9  | The Strange Fate of Conrad Meyer Zulick |                 | 2 dicembre 1972   |                 |
| 10 | McGuffin                                |                 | 9 dicembre 1972   |                 |
| 11 | Witness to a Lynching                   |                 | 16 dicembre 1972  |                 |
| 12 | Only Three to a Bed                     |                 | 13 gennaio 1973   |                 |